# Hrísey
Hrísey  este o insulă de origine vulcanică în Oceanul Atlantic, la 35 km N de orașul Akureyri. Este a doua insulă ca întindere din Islanda(8 km 2), după Heimaey. Populația (230 locuitori) se concentrează în satul omonim localizat în partea de sud a insulei.